# Zafer Biryol
Zafer Biryol (né le 2 octobre 1976 à Rize en Turquie) est un joueur de football international turc.

## Biographie

### Joueur en sélection
Il a en tout joué 5 matchs avec les seniors de l'équipe de Turquie de football, faisant ses débuts en seconde mi-temps d'un match amical contre le Danemark le 18 février 2004.

### Problèmes judiciaires
Le 13 juin 2018, durant les purges suivant la tentative de coup d'État de 2016 en Turquie, il fait partie d'un groupe de 6 ex-footballeurs - avec Bekir İrtegün, Ömer Çatkıç, Uğur Boral, Ersin Güreler et Ismail Sengül - accusés d'être liés à la tentative de putsch, car ils seraient « le bras footballistique » de Fethullah Gülen. Ils risquent tous entre 7 ans et demi et 15 ans de prison pour « appartenance à un groupe terroriste ».